# Ctenosaura defensor
Ctenosaura defensor är en ödleart som beskrevs av Cope 1866. Ctenosaura defensor ingår i släktet Ctenosaura och familjen leguaner. IUCN kategoriserar arten globalt som sårbar. Inga underarter finns listade i Catalogue of Life.
Arten förekommer på norra Yucatanhalvön i Mexiko. Den lever i klippiga områden som är täckta av torra tropiska skogar.